# Optiebeurs-toernooi
Het Optiebeurs-toernooi was een eenmalig schaaktoernooi dat werd gehouden van 12 mei tot en met 29 mei 1988 in Amsterdam. Deelnemers aan het toernooi waren wereldkampioen schaken Garry Kasparov, voormalig wereldkampioen Anatoli Karpov, Nederlands kampioen Jan Timman en voormalig Nederlands kampioen John van der Wiel. Het toernooi werd georganiseerd door de Optiebeurs.

## Achtergrond

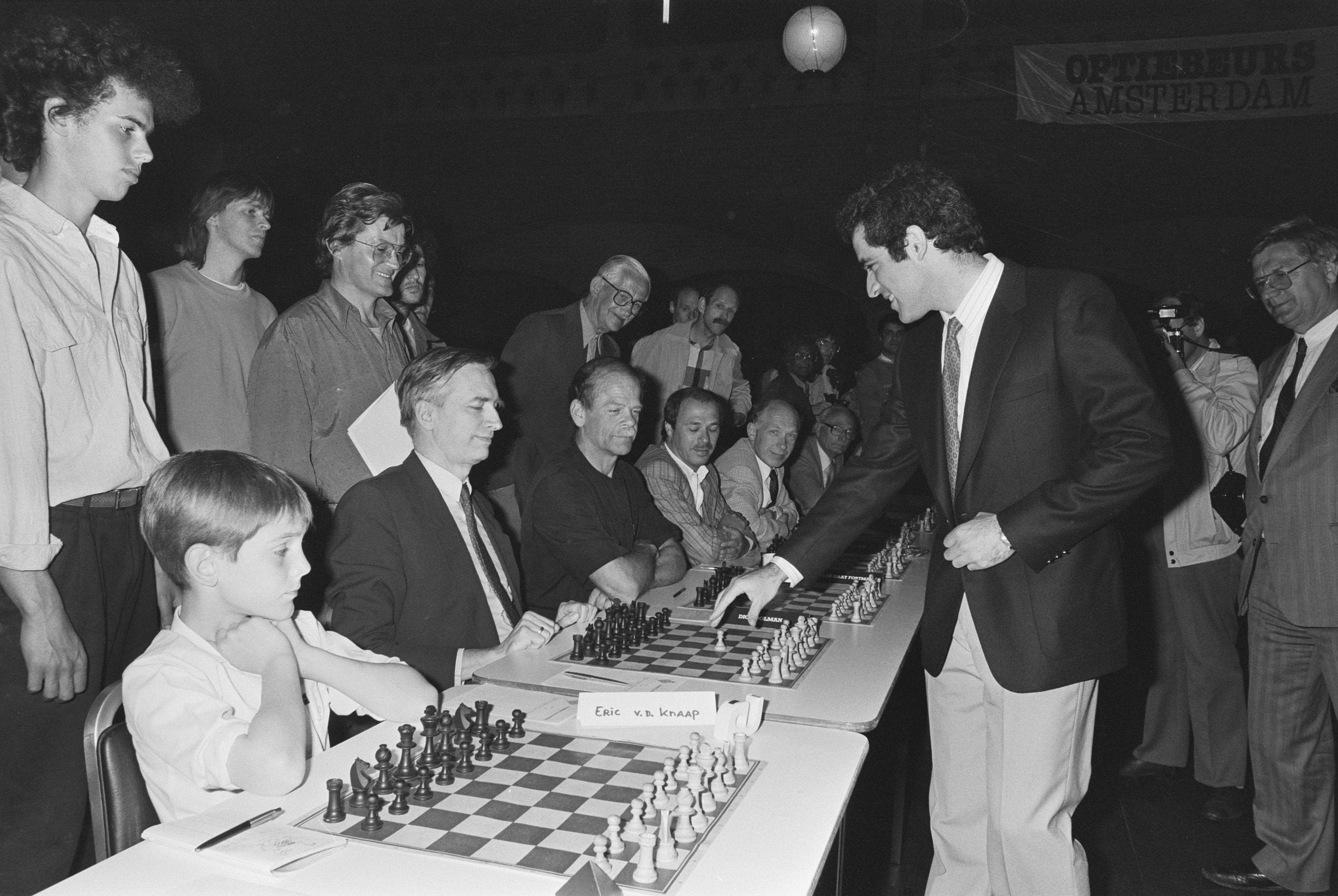
De simultaanseance in de Koopmansbeurs. Kasparov doet eerste zet tegen Dick Dolman.

Al in 1987 waren Kasparov, Karpov, Timman en Van der Wiel door de Optiebeurs uitgenodigd om een simultaanseance te geven in de Berlagezaal van de Koopmansbeurs te Amsterdam. De tegenspelers bestonden uit 120 deelnemers. 60 deelnemers daarvan waren lezers van Het Parool. Zij konden in aanmerking komen voor deelname door een schaakprobleem juist op te lossen. De overige 60 deelnemers, waaronder Kamerleden, waren op uitnodiging.
Een jaar later wilde de Optiebeurs, ter ere van haar 10-jarige bestaan, een prestigieus schaaktoernooi organiseren. Dezelfde schakers werden hiervoor uitgenodigd. Het toernooi bestond uit twaalf rondes. In totaal zou elke schaker dus vier partijen spelen tegen de andere schaker: tweemaal met wit, tweemaal met zwart. 
Het prijzengeld was als volgt:
- 1e: 30.000 gulden
- 2e: 20.000 gulden
- 3e: 10.000 gulden
- 4e: 5.000 gulden

## Uitslag en kruistabel[2]
|   |                   |       | 1e vierkamp | 1e vierkamp | 1e vierkamp | 1e vierkamp | 2e vierkamp | 2e vierkamp | 2e vierkamp | 2e vierkamp | 3e vierkamp | 3e vierkamp | 3e vierkamp | 3e vierkamp | 4e vierkamp | 4e vierkamp | 4e vierkamp | 4e vierkamp |
|   | Naam              | Score | 1           | 2           | 3           | 4           | 1           | 2           | 3           | 4           | 1           | 2           | 3           | 4           | 1           | 2           | 3           | 4           |
| 1 | Garri Kasparov    | 9     | -           | ½           | ½           | 1           | -           | 1           | ½           | ½           | -           | ½           | 1           | 1           | -           | 1           | ½           | 1           |
| 2 | Anatoli Karpov    | 6½    | ½           | -           | ½           | 1           | 0           | -           | ½           | 1           | ½           | -           | ½           | ½           | 0           | -           | ½           | 1           |
| 3 | Jan Timman        | 5½    | ½           | ½           | -           | 1           | ½           | ½           | -           | 0           | 0           | ½           | -           | ½           | ½           | ½           | -           | ½           |
| 4 | John van der Wiel | 3     | 0           | 0           | 0           | -           | ½           | 1           | 0           | -           | 0           | ½           | ½           | -           | 0           | 0           | ½           | -           |